# Suppone III
Suppone III (... – 879 circa) fu duca di Spoleto dall'871 all'876, archiministro e consigliere dell'imperatore Ludovico II il Giovane, fu pertanto la figura più potente del regno d'Italia dopo il sovrano.

## Biografia
Era un membro della famiglia dei Supponidi, figlio di Mauringo; egli era quindi cugino dell'imperatrice Engelberga d'Alsazia, moglie di Ludovico, ma anche cugino di Suppone II, che era duca di Spoleto e conte di Parma, di Asti e Torino.
Ludovico II lo mise alla testa ducato di Spoleto nell'871, in sostituzione di Lamberto, che si era ribellato contro di lui. Dopo la morte di Ludovico nell'876, egli sostenne Carlo il Calvo al trono d'Italia. Tuttavia quest'ultimo lo spossessò, ristabilendo Lamberto nei suoi diritti  nello stesso anno.

## Famiglia
La moglie di Suppone III era una sorella di Eberardo del Friuli, appartenente dunque alla dinastia degli Unrochingi. Essi ebbero:
- Unroch (conte, forse di Reggio, dall'890 al 931), cugino del re d'Italia e imperatore Berengario I[1].